# Скажи «дядя»
«Скажи „дядя“» (англ. «Say Uncle») — фильм сценариста, режиссёра и актера Питера Пейджа в жанре чёрной комедии о реакции общества на людей, подозреваемых в педофилии. В фильме также затрагивается тема гомофобии в городских пригородах.

## Сюжет
Больше всего на свете Пол любит проводить время со своим двухлетним крестником Морганом. Узнав, что его лучшие друзья уезжают в Японию и забирают Моргана с собой, парень совсем раскис. Он начинает посещать местную детскую площадку для того, чтобы просто поиграть с детьми. Таким вот образом он пытается отвлечься от мысли, что крестника рядом нет. Его друг Рассел пытается предупредить Пола, что люди могут всё это не правильно истолковать и им не понравится, что парень постоянно крутится возле их детей. Пол же искренне не понимает, чем он может навредить детишкам. Но все получилось так, как и предсказывал Рассел: вскоре Мэгги, мама одного из детей, узнав, что Пол — гей, и, полагая, что он полностью подходит под описание педофила, с армией разъярённых местных родителей объявила крестовый поход против наивного парня. И Пол доказывает, что он не причинит их детям никакого вреда.

## В ролях
| Актёр           | Роль         |
| --------------- | ------------ |
| Питер Пейдж     | Пол Джонсон  |
| Кэти Наджими    | Мэгги Батлер |
| Энтони Кларк    | Рассел       |
| Мелани Лински   | Сьюзен       |
| Габриэль Юнион  | Элиз Картер  |
| Лиза Эдельштейн | Сара Фабер   |

## Информация
- Фильм был снят в Портленде (штат Орегон) за 18 дней. Съёмки проводились в 19 разных местах.
- Издание «New York Times» отметило, что жёсткий прокатный рейтинг «R» фильму присвоен лишь потому, что в нём присутствуют сцены, где «два парня целуются, есть одно фото голого малыша, несколько нехороших слов и много плохого искусства»[2].